# ボリビア共産党 (マルクス・レーニン主義)
ボリビア共産党 (マルクス・レーニン主義)(スペイン語:Partido Comunista de Bolivia《ML》)は、ボリビアに存在した政党。略称PCB（ML）。
1965年ボリビア共産党（PCB）が中ソ論争においてソ連に接近すると、オスカー・サモラら中国派の党員がPCBを離党して結成した。機関紙として「リベラシオン」を発行していた。
1978年PCB(ML)は民間組織革命的左翼戦線（FRI）を結成した。その後PCB(ML)は解体されたが、FRIは現在も活動を続けている。